# Antonio Raimondi (senatore)
Antonio Ambrogio Raimondi (Volta Mantovana, 21 gennaio 1860 – Menaggio, 26 marzo 1950) è stato un magistrato e politico italiano.

## Biografia
Figlio di un Luigi Raimondi, si laurea in Giurisprudenza il 10 luglio 1881 all’Università degli Studi di Pavia, quale Alunno dell'Almo Collegio Borromeo, e nel 1882 entra in magistratura. Diviene pretore a Rovigo, Roma e Firenze; in seguito è nominato presidente del Tribunale civile e penale di Milano.
Marito di Adele Santa Serafina Manzoni, è padre di due figli: Attilio e Laura Felicita Giuseppina.
Nel febbraio 1921 diventa procuratore generale presso la Corte d'appello di Milano, e nel marzo 1923 è il primo presidente della medesima Corte d'appello.
Socio della Società Geografica Italiana e presidente dell'Istituto dei Ciechi di Milano, nel settembre 1924 si autocandida a senatore del Regno, ma non vi viene nominato. Dopo due proposte del suo nome tra il 1928 e il 1929 fatte dal ministro di grazia e giustizia e affari di culto Alfredo Rocco, viene nominato il 26 febbraio 1929. Nel gennaio 1930 lascia la presidenza della Corte d’appello di Milano. Da senatore è molto attivo in commissioni giuridiche e anche finanziarie. Vedovo dal giugno 1936, nell’aprile 1940 è padrone di casa nelle celebrazioni per il centenario dell’Istituto dei Ciechi, alle quali partecipa il principe ereditario Umberto di Savoia.
Si spegne novantenne a Menaggio, sul Lago di Como, e raggiunge la moglie in una tomba del Cimitero Monumentale di Milano, nella quale verranno sepolti anche i due figli e la nipote Adele Raimondi, più nota con il nomignolo di "Pupa", famosa mecenate.
Nel 1951, l’anno seguente a quello della sua morte, esce postumo il suo libro Mezzo secolo di magistratura – Trent’anni di vita giudiziaria milanese.